# روبرت بف
روبرت بف (بالإنجليزية: Robert Pugh)‏ هو كاتب سيناريو وممثل بريطاني، ولد في 1950 في المملكة المتحدة. بدأ مشواره المهني سنة 1976.

## أعمال

### أفلام
- (2001) إنيغما[9]
- (2003)  الجانب البعيد عن الوطن[10]
- (2005) مملكة السماء[11][12]
- (2007) الفيلق الأخير
- (2010) روبن هود[13][14][15]
- (2018) كوليت

## وصلات خارجية
- روبرت بف على موقع IMDb (الإنجليزية)
- روبرت بف على موقع ألو سيني (الفرنسية)
- روبرت بف على موقع تيرنر كلاسيك موفيز (الإنجليزية)
- روبرت بف على موقع أول موفي (الإنجليزية)
- روبرت بف على موقع قاعدة بيانات الأفلام السويدية (السويدية)
- روبرت بف على موقع قاعدة بيانات الفيلم (الإنجليزية)
- روبرت بف على موقع كينوبويسك (الروسية)